# Religión en Rusia

La Constitución de la Federación Rusa establece que el país es un Estado laico; sin embargo, la Ley del Parlamento Ruso (Duma) sobre religión de 1997, establece que las cuatro religiones tradicionales de la Federación de Rusia son la Iglesia ortodoxa rusa, el islam, el budismo (principalmente lamaísta) y el judaísmo, por lo que todas tienen un derecho automático a predicar y practicar pública y privadamente su religión, mientras que otras religiones deben realizar trámites de inscripción. 

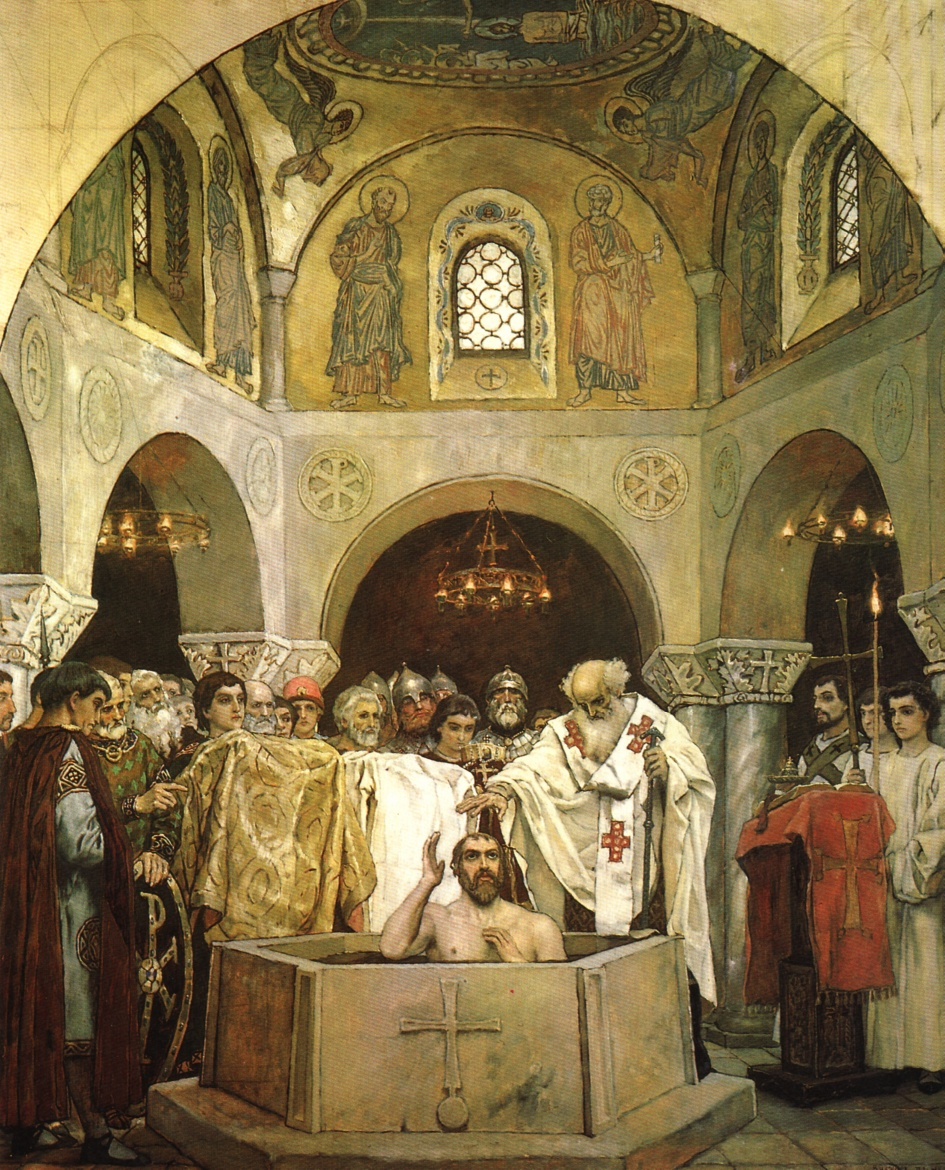
Bautizo del príncipe Vladímir por Víktor Vasnetsov, 1885-1893.

La religiosidad en Rusia es algo muy étnico, ya que la confesión religiosa suele estar relacionada con un grupo étnico. Así, la mayoría de los cristianos ortodoxos son eslavos, la mayoría de los musulmanes son túrquicos, la mayoría de los budistas son mongoles (predominantemente seguidores del budismo mongol) y los judíos que representan un grupo étnico per se.
También hay minorías de rodnoveros (neopaganismo eslavo), tengrianos, católicos, protestantes, mormones, testigos de Jehová, seguidores de religiones chamánicas, hinduistas y bahais.

## Cristianismo

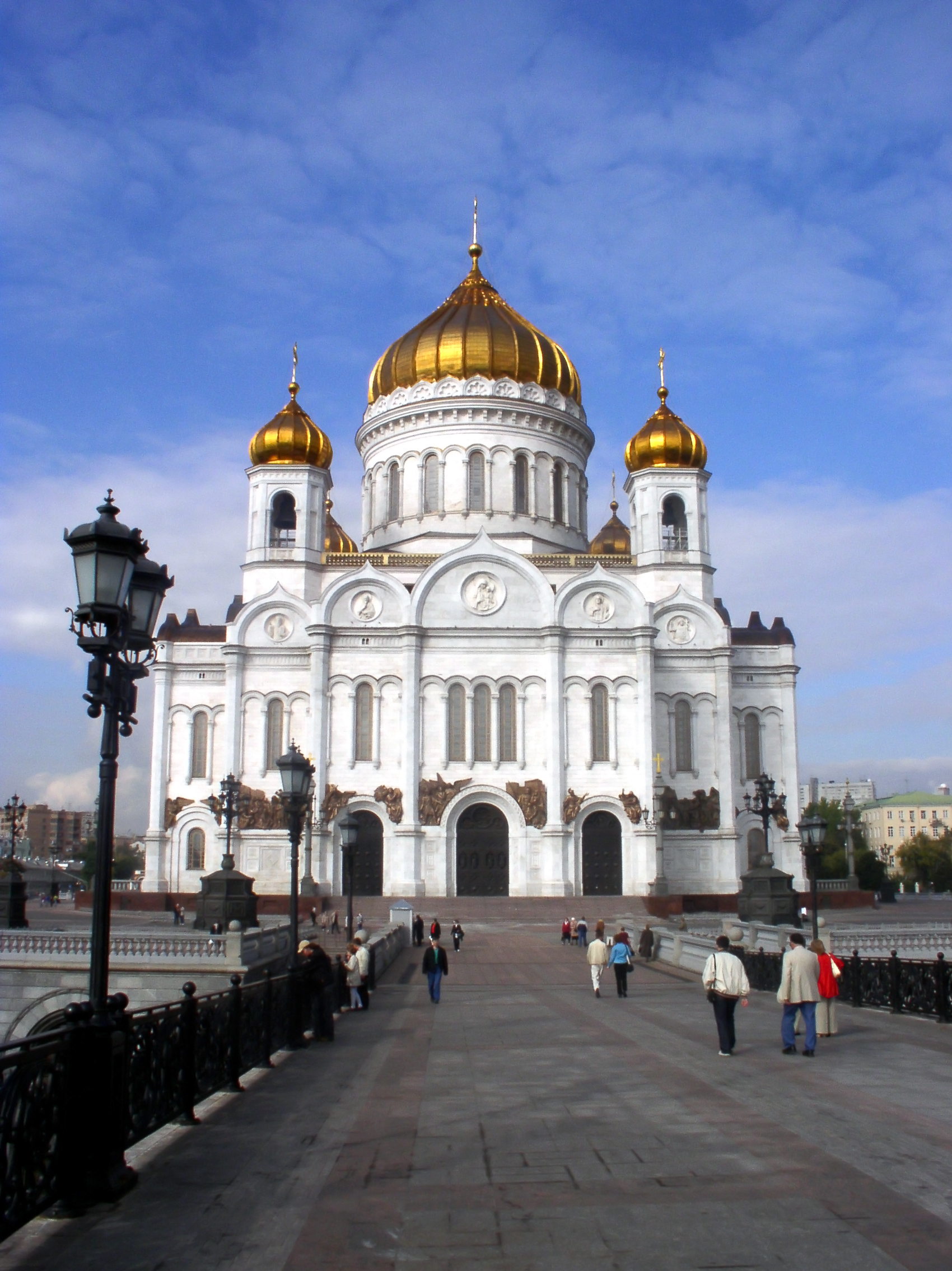
La Catedral de Cristo Salvador de Moscú, la tercera más grande de los templos ortodoxos.

### Ortodoxia rusa
El cristianismo penetró en la Rus de Kiev, según el relato de Nestorio, desde el siglo I, siendo Andrés el Apóstol el primer evangelizador del país. San Andrés recorrió la región situada al norte del mar Negro, llegando hasta el río Dniéper, lugar donde se encuentra la ciudad de Kiev, la actual capital de Ucrania.
En el siglo IV, existían varias diócesis en la Rus meridional. La expansión definitiva del cristianismo por todo el país tuvo lugar en el siglo IX, cuando los pueblos bajo el mandato de Kiev iniciaron relaciones con las autoridades de Constantinopla.
Fue en el año 988 que Vladimiro I de Kiev, al contraer matrimonio con la hermana del emperador Basilio II, se bautizó, adoptando oficialmente la religión del Imperio bizantino como religión estatal para el reino de la Rus de Kiev. Por ello, en 1988, la Iglesia ortodoxa rusa celebró su milenario.
Según el Centro de Investigaciones Sociológicas de la Universidad Estatal Lomonósov de Moscú, el 43.3% de los adultos se considera adherente de la Iglesia ortodoxa rusa, mientras el 50.6% se considera sencillamente cristiano. Alrededor del 60% de los rusos (unos 90 millones) se siente vinculado culturalmente al cristianismo ortodoxo aunque no sean observantes, sin embargo otras iglesias cristianas operan en minoría en el país, como la Iglesia apostólica armenia, la Iglesia católica, La Iglesia de Jesucristo de los Santos de los Últimos Días (mormones), los Testigos de Jehová y diversas iglesias protestantes. A lo largo de la historia rusa han surgido movimientos cristianos reformistas surgidos al margen de la predominante Iglesia Ortodoxa Rusa como los Jlystý, los Dujoborys y los Viejos creyentes.
Antes de la Revolución rusa, la jerarquía de la Iglesia ortodoxa tenía un poder enorme directamente relacionado con las autoridades zaristas. Aunque en los periodos postreros de la monarquía el prelado con mayor poder político fue Grigori Rasputín, un monje de origen sencillo que llegó a manipular legendariamente a la familia imperial, los Románov.
Durante el periodo de la Unión Soviética, especialmente bajo el gobierno de Stalin, el Estado soviético persiguió furiosamente a la Iglesia (y a todas las demás religiones) provocando irreparables daños.
Es difícil definir exactamente el número de cristianos ortodoxos porque, como en casi todos los países industrializados (y como en todas las demás religiones) muchos adultos se sienten culturalmente vinculados a una religión sin ser practicantes activos (como sucede con el anglicanismo en Inglaterra o con el budismo y el shinto en Japón).
Algunas organizaciones católicas y protestantes aseguran que el Estado ruso discrimina a las iglesias cristianas que pueden hacer competencia al cristianismo ortodoxo.

#### Viejos creyentes
Los viejos creyentes (en ruso: староверы) o raskólniki (de raskol o cisma, en ruso: раскол), en la historiografía de Rusia, eran los cristianos ortodoxos partidarios de la vieja liturgia y cánones eclesiásticos que no aceptaron la reforma de Nikon en 1654, fecha en la que se separaron de la Iglesia ortodoxa rusa y a partir de la cual fueron cruelmente perseguidos y diezmados. Su líder principal fue el protopapa y escritor Avvakum (1620-1682). Su actual líder es el Metropolitano de cornelio (Konstantin Titov Ivánovich).

### Catolicismo

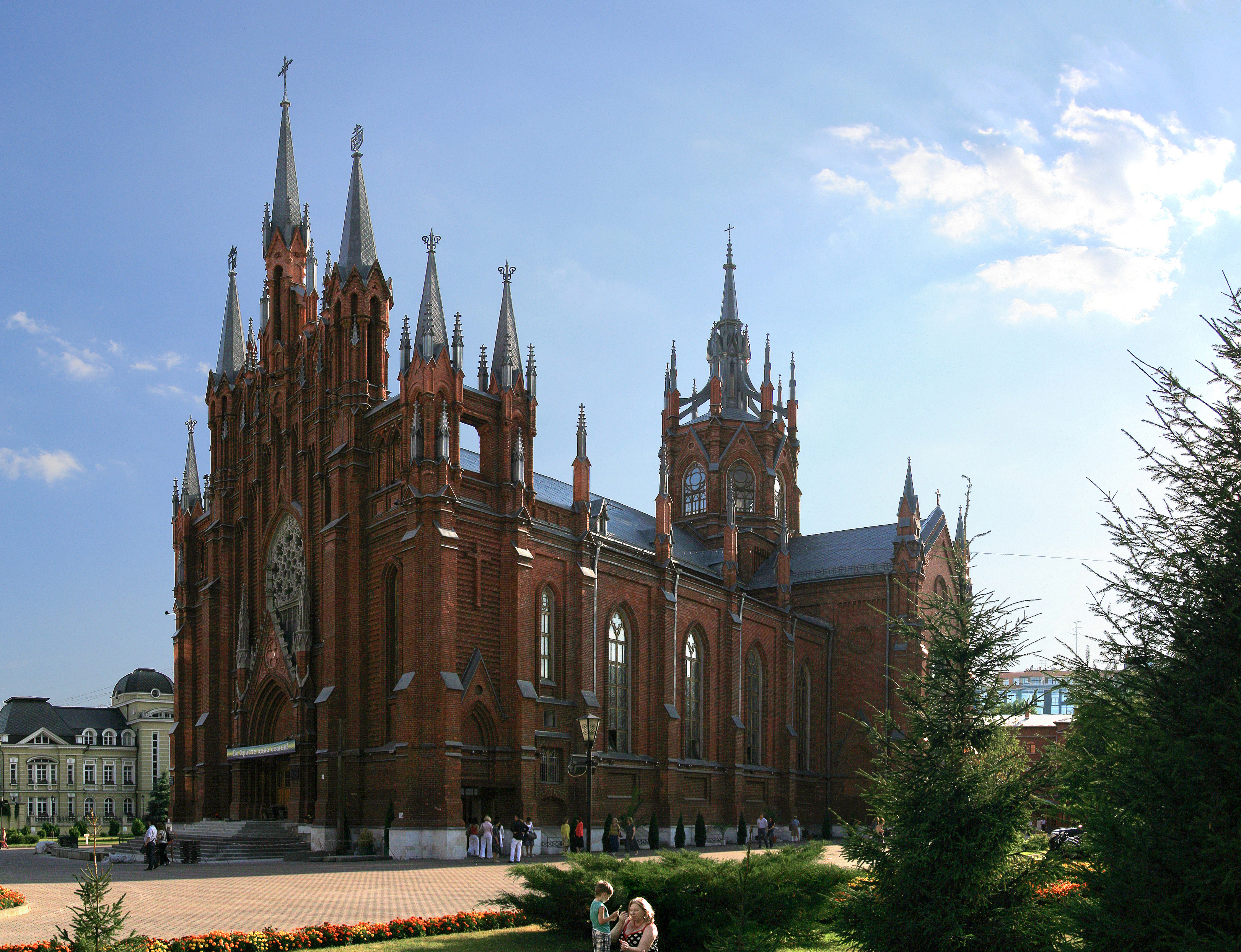
Catedral de la Inmaculada Concepción de Moscú.

La Iglesia católica es la religión de 140.000 ciudadanos de Rusia, por lo que aproximadamente son el 0,1 % del total. Se concentra en Rusia Occidental con los números que oscilan entre 0,1 % y 0,7 % en la mayoría de los sujetos federales.
La arquidiócesis de Moscú es el arzobispado de rito latino de la Iglesia Católica en Rusia. Existen más obispados sufragáneos en Irkutsk, Novosibirsk y Sarátov. La diócesis de Irkutsk es de hecho el más grande obispado católico en la tierra, con una superficie de 9,960,000 kilómetros cuadrados.
Casi todos los católicos rusos se adhieren al rito latino. Sin embargo, la Iglesia Católica reconoce la rusa Iglesia católica griega como un rito sui juris en plena comunión con la Iglesia católica. Aunque esta última muy pequeña, con solo unas pocas parroquias en el mundo entero.

#### Iglesia católica bizantina rusa
Iglesia católica bizantina rusa, aunque también conocida como Iglesia greco-católica rusa (en ruso: Российская греко-католическая церковь y en el Anuario Pontificio: Chiesa Russa) es una de las 24 Iglesias sui iuris integrantes de la Iglesia católica. Es una Iglesia oriental católica que sigue la tradición litúrgica constantinopolitana (o bizantina) en la que utiliza como lenguaje litúrgico el eslavo eclesiástico y el calendario juliano. Luego de su supresión por las autoridades comunistas la Santa Sede no ha restablecido los dos exarcados apostólicos (Moscú en Rusia y Harbin en China) de esta Iglesia sui iuris debido a la oposición de la Iglesia ortodoxa rusa a las diócesis católicas de rito bizantino en su territorio canónico y a la extinción de sus fieles en China. El papa Juan Pablo II designó el 20 de diciembre de 2004 al obispo de rito latino Joseph Werth, de la diócesis de Transfiguración en Novosibirsk como Ordinarius pro fidelibus Ritus Byzantini in Russia (en ruso: Ординарий для католиков византийского обряда в России) bajo supervisión de la Congregación para las Iglesias Orientales. Por razones de política eclesial respecto del Patriarcado de Moscú y del Gobierno ruso, la designación no fue hecha pública de la manera acostumbrada por la Santa Sede, ni el ordinariato para los fieles de rito bizantino en Rusia se constituyó en circunscripción eclesiástica formal ya que no es listado en el Anuario Pontificio.

### Protestantismo
En 1950 había aproximadamente 2.000.000 de bautistas en la Unión Soviética, con una gran número en Ucrania.
Muchos líderes y creyentes de las diferentes comunas protestantes cayeron víctimas de la persecución del régimen comunista, incluidos los encarcelamientos y ejecuciones. Un líder del no registrado Movimiento Adventista del Séptimo Día en la Unión Soviética Vladímir Shelkov (1895–1980) pasó casi toda su vida desde 1931 en prisión y murió en el campamento Yakutia. Pentecostales tuvieron un mayor número dado por 20 a 25 penas de cárcel y una gran parte murió allí, incluyendo uno de los líderes Iván Voronáev.
En el período posterior a la Segunda Guerra Mundial, los creyentes protestantes en la URSS (bautistas, pentecostales, adventistas, etc) fueron enviados compulsivamente a los hospitales mentales, pasado por muchos juicios y prisiones (a menudo por la negativa a entrar en servicio militar). Algunos incluso compulsivamente se les privó de los derechos parentales.
La Iglesia Luterana en diferentes regiones del país durante la época soviética fue perseguido y propiedades de la Iglesia fueron confiscadas. Muchos de sus creyentes y pastores fueron oprimidos, y algunos se vieron obligados a emigrar.
Varios grupos religiosos protestantes, según fuentes occidentales, en conjunto tenían hasta 5 millones de seguidores en la década de 1980. Bautistas cristianos evangélicos constituyeron el mayor grupo protestante. Ubicado en toda la Unión Soviética, algunas congregaciones se registraron con el gobierno, han funcionado con la aprobación oficial. Muchas congregaciones no registradas otras ejercido su actividad religiosa sin esa autorización.
Los luteranos, que integran el grupo protestante más grande en segundo lugar, vivían en su mayor parte en las repúblicas de Letonia y Estonia. En la década de 1980, las iglesias luteranas en estas repúblicas se identificaron en cierta medida con las cuestiones de nacionalidad en las dos repúblicas. La actitud del régimen hacia los luteranos fue generalmente benigna. Una serie de pequeñas congregaciones de pentecostales, adventistas, menonitas rusos, otros grupos cristianos, y los testigos de Jehová ejercieron actividades religiosas, con o sin la aprobación oficial.

#### Unión Rusa de Cristianos Evangélicos-Bautistas
La Unión Rusa de Cristianos Evangélicos-Bautistas (en ruso: Росси́йский сою́з ева́нгельских христиа́н-бапти́стов ) es una denominación cristiana bautista en Rusia. Está afiliada a la Alianza Mundial Bautista. La sede está en Moscú. Por número de afiliados es la primera religión Cristiana protestante de la Federación Rusa.

## Islam
El Islam, mayoritariamente suní, es la segunda religión de Rusia. Es liderado por el Concejo de los Muftíes de Rusia. El número exacto de musulmanes rusos es desconocido, pues algunas fuentes oscilan de entre 7 y 14 millones. La mayoría de los musulmanes son étnicamente túrquicos, tanto nacidos en Rusia como inmigrantes provenientes de ex repúblicas soviéticas como Kazajistán y Uzbekistán.
Los musulmanes son mayoría en diversas regiones de Rusia, principalmente en la zona del Cáucaso y Volga.
Uno de los casos más destacados de enfrentamiento bélico con los musulmanes fue el conflicto étnico de Chechenia, tras los intentos fallidos de parte de los chechenos de declaran la independencia de Rusia, lo que llevó a dos violentas guerras.

## Budismo

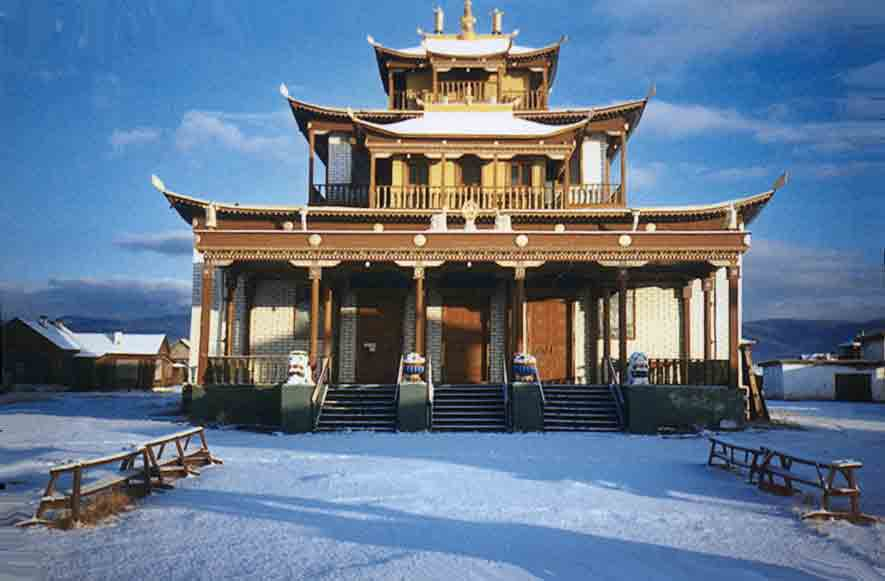
Monasterio de Ivolga.

El budismo es la tercera religión de Rusia en número de adherentes, y es la mayoritaria en las repúblicas de Buriatia, Kalmukia y Tuvá. La mayoría de los budistas rusos son de origen mongol y, por ende, seguidores del budismo mongol, que es en realidad una forma de budismo tibetano, por lo cual los lamas rusos están teóricamente bajo la autoridad del Jebtsundamba Kutuktu, máximo líder del lamaísmo mongol designado por el dalái lama, aunque es la Sangha Tradicional Budista Rusa la principal organización del budismo ruso. La tradición lamaísta mayoritaria es la Gelug.
Su Santidad el dalái lama visitó Rusia en el 2004 (la visa le fue denegada previamente por presiones de China). El término para designar los monasterios budistas rusos es Datsan.
El ajedrecista de nivel mundial y político ruso Kirsán Iliumzhínov es budista.

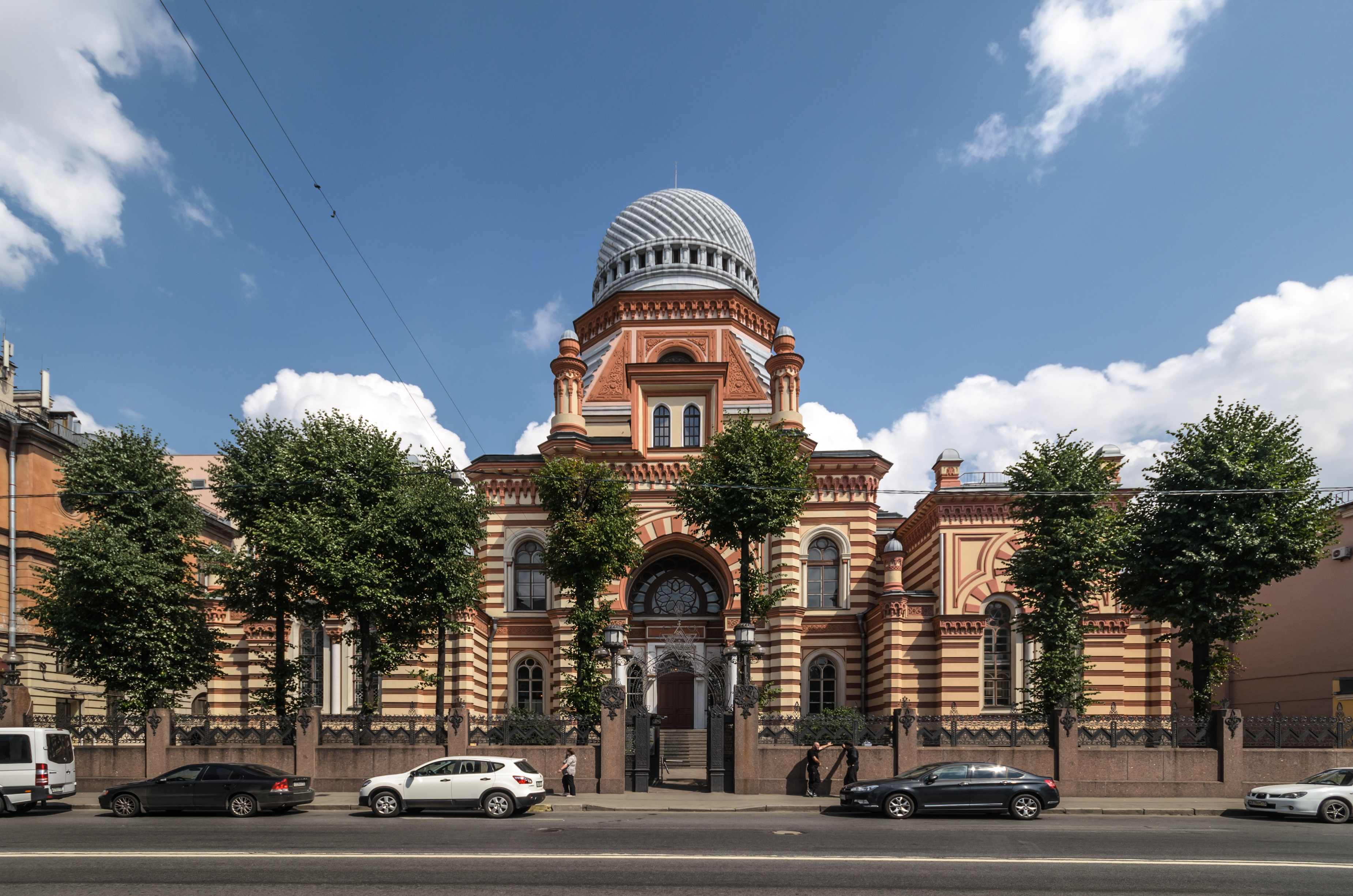
Gran Sinagoga Coral de San Petersburgo.

## Judaísmo
Se calcula que hay unos 228.000 judíos étnicos en Rusia (menos del 1% de la población) y su número ha disminuido notablemente por una fuerte emigración de judíos de la ex Unión Soviética hacia Israel.
Los judíos en el Imperio ruso representaron una de las minorías más importantes y también perseguidas. Las autoridades zaristas los observaban con sospecha, y el término pogromo (referencia al masivo linchamiento y agresión de judíos o alguna minoría étnica) es de origen ruso precisamente por los frecuentes ataques violentos contra esta población. Fue en Rusia donde se publicaron por primera vez los Protocolos de los Sabios de Sion.
Muchos de los líderes de la Revolución rusa eran judíos étnicos como Lenin (su abuelo materno era un judío convertido a la fe ortodoxa), Trotski o Lev Kámenev, pero la propia Unión Soviética realizó feroces persecuciones antisemitas, y poco después de la fundación de Israel, la URSS se alineó con los palestinos y los árabes viendo a Israel como un aliado de los Estados Unidos. De allí que la URSS apoyara, por ejemplo, al Egipto socialista de Nasser contra Israel en la guerra del Sinaí.
Las autoridades soviéticas bajo gobierno de Stalin crearon en 1928 el Óblast Autónomo Hebreo como una República Soviética para judíos. Se planeó originalmente para Ucrania y Crimea pero la población local se opuso, por lo que se escogió Birobidján en la inhóspita frontera con China que tenía un clima extremo. El idioma oficial de la república hebrea era el yidis, se intentó reemplazar el alfabeto cirílico por el hebreo, y se intentó sustituir el nacionalismo judío manifiesto en el sionismo y la religión judía (ambos contrarios a los ideales socialistas soviéticos) por un socialismo judío. Sin embargo, el proyecto fracasó y los judíos nunca llegaron a ser realmente mayoría en el territorio.
Tras la caída del comunismo en Rusia, y por ende, la liberalización de la inmigración, los judíos rusos emigraron masivamente a Israel y actualmente son una de las comunidades más grandes de este país, donde tienen barrios de habla rusa, periódicos en ruso y su propio partido político Israel Beytenu.

## Neopaganismo

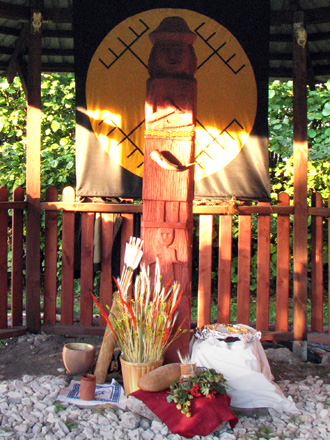
Altar pagano eslavo.

Como en casi todos los países europeos existen movimientos reconstruccionismo pagano o neopaganismo. El neopaganismo esteuropeo es el que se enfoca principalmente en la reconstrucción de las religiones paganas de los pueblos eslavos, y tienen una fuerte presencia en Rusia y en Ucrania. Los neopaganos eslavos por lo general se basan en la mitología eslava y sus diferentes ritos, así como en textos mitológicos como el Libro de Veles.
Los primeros neopaganos rusos fueron intelectuales disidentes del período soviético. Entre ello aparecen los autores del periódico nacional patriótico Veche (de Veche), Anatole Ivanov (con el seudónimo de Maliuta Skurátov gran pintor del neopaganismo), Constantino Vassiliev y Alexis Dobrovolskiy, conocido con el nombre de Dobroslav quien será una figura de suma importancia para el movimiento neopagano ruso, de tendencias nacionalistas. En los años '80 se les aproximan los académicos Valery Emelianov y Víctor Bezvekhiy.
En la actualidad, los neopaganos están divididos en dos organizaciones principales, la Unión de las Comunidades de la Fe Patriarcal Eslava y el Círculo de la Tradición Pagana. La Unión de la Fe Patriarcal Eslava se conformó en su origen con cinco comunidades que se habían reunido para un congreso en 1997 a orillas del río Kaloujka, es de tintes nacionalistas y racistas, sus miembros deben ser étnicamente eslavos y el liderazgo es muy centralizado.

## Otras religiones
Si bien el Estado ruso reconoce únicamente como «confesiones tradicionales» a las tres religiones monoteístas; el judaísmo, el cristianismo (ortodoxo ruso) y el islamismo, así como al budismo (básicamente al lamaísmo), existen otras agrupaciones religiosas no tradicionales y nuevos movimientos religiosos que operan en Rusia incluyendo a hare krishnas (seguidores de la escuela ISKCON del hinduismo), seguidores del bahaísmo y el animismo o chamanismo, practicado principalmente entre los pueblos de Siberia y Chukotka. De hecho, hay algunas provincias, como Tuvá o Altái, donde el chamanismo es considerado una religión (o uno de los movimientos religiosos y espirituales) más importandes y con mayor n.º de adherentes, también como parte de la cultura tradicional.